# „Happy” in Galoshes
„Happy” in Galoshes – drugi album solowy amerykańskiego wokalisty Scotta Weilanda. Wydawnictwo ukazało się 25 listopada 2008 roku nakładem wytwórni muzycznej Softdrive Records. Album dotarł do 97. miejsca amerykańskiej listy przebojów - Billboard 200 sprzedając się w nakładzie, ponad 10 tys. egzemplarzy w przeciągu tygodnia od dnia premiery.

## Lista utworów
Opracowano na podstawie materiału źródłowego.
1. "Missing Cleveland" (muz. i sł.: Doug Grean, Scott Weiland) - 4:13
2. "Tangle with Your Mind" (muz. i sł.: Garry Gary Beers, Weiland) - 3:42
3. "Blind Confusion" (muz. i sł.: Grean, Weiland) - 4:22
4. "Paralysis" (muz. i sł.: Grean, Weiland, Tom Dumont, Tony Kanal, Adrian Young) - 3:50
5. "She Sold Her System" (muz. i sł.: Grean, Weiland) - 4:31
6. "Fame" (cover Davida Bowie, feat. Paul Oakenfold) (muz. i sł.: Carlos Alomar, David Bowie, John Lennon) - 3:26
7. "Killing Me Sweetly" (muz. i sł.: Grean, Weiland) - 4:33
8. "Big Black Monster" (muz. i sł.: Grean, Weiland) - 3:23
9. "Crash" (muz. i sł.: Grean, Weiland) - 3:47
10. "Beautiful Day" (muz. i sł.: Grean, Weiland) - 5:09
11. "Pictures & Computers (I'm Not Superman)" (muz. i sł.: Grean, Weiland) - 6:49
12. "Arch Angel" (muz. i sł.: Grean, Weiland) - 4:38
13. "Be Not Afraid" (Catholic Hymn Untitled Track)

| Edycja rozszerzona |
| --- |
| CD 1 1. "Missing Cleveland" - 4:13 2. "Tangle with Your Mind" - 3:42 3. "Blind Confusion" - 4:22 4. "Paralysis" - 3:50 5. "She Sold Her System" - 4:31 6. "Blister on My Soul" - 4:08 7. "Fame" (cover Davida Bowie, feat. Paul Oakenfold) - 3:26 8. "Killing Me Sweetly" - 4:33 9. "Big Black Monster" - 3:23 10. "Beautiful Day" - 5:09 CD 2 1. "Crash" - 3:51 2. "Hyper-Fuzz-Funny-Car" - 3.29 3. "The Man I Didn't Know" - 4:33 4. "Sometimes Chicken Soup" - 3:59 5. "Somethings Must Go This Way" (cover Paloalto) - 4:45 6. "Pictures & Computers (I'm Not Superman)" - 6:49 7. "Sentimental Halos" - 5:35 8. "Reel Around the Fountain" (cover The Smiths) - 5:25 9. "Arch Angel" - 4:38 10. "Be Not Afraid" (Catholic Hymn Untitled Track) - 6:20 |

## Twórcy
Opracowano na podstawie materiału źródłowego.

- Bob Thomson, Danny Gordon - gitara basowa
- James Fletcher, Matt O'Connor, Adrian Young - perkusja
- Michael Weiland, Joseph "Panhead" Peck - perkusja, instrumenty perkusyjne
- Jeremy Brown - gitara elektryczna, gitara akustyczna
- Rocco Guarino, Ross Halfin, Arik Garcia, Chris Schroeder - zdjęcia
- Scott Weiland - śpiew, instrumenty klawiszowe, programowanie, produkcja muzyczna, zdjęcia
- Steve Albini - realizacja nagrań
- Allan Smithee - perkusja, gitara basowa
- Jeff Turzo - produkcja muzyczna, miksowanie
- Doug Grean - gitara elektryczna, gitara basowa, instrumenty klawiszowe, realizacja nagrań, miksowanie, produkcja muzyczna